# José Sarney
José Sarney de Araújo Costa (nato José Ribamar Ferreira de Araújo Costa) (Pinheiro, 24 aprile 1930) è un politico brasiliano. Fu presidente del Brasile dal 15 marzo 1985 al 15 marzo 1990, tra il 15 marzo e il 21 aprile facente funzioni per Tancredo Neves in qualità di suo vicepresidente.

## Biografia
Professore, giornalista, avvocato e uomo politico, fu leader dal 1980 del partito di stampo conservatore Partito Democratico Sociale. Fondato nel 1984 il Partito del Fronte Liberale, Sarney fu eletto vicepresidente con Tancredo Neves (1985), ma gli succedette quando questi morì prima dell'insediamento (21 aprile 1985).
Cercò di rafforzare la democrazia, nonostante la crisi economica e le agitazioni sociali: eliminò completamente la censura e permise l'organizzazione di partiti comunisti (PCB e PCdoB), mentre nascevano altri due nuovi partiti: il Partito della Social Democrazia Brasiliana (PSDB) e il Partito Liberale (PL).
Nel 1988 promulgò una nuova Costituzione (che avrebbe dovuto essere approvata con un referendum) che dava allo Stato una forma presidenziale (presidente eletto direttamente con mandato quadriennale), stabilendo allo stesso tempo la democrazia, il decentramento amministrativo, l'assistenza sociale e l'interventismo statale, portava a 44 ore la settimana lavorativa e abbassava l'età elettorale a 16 anni. Durante il suo mandato presidenziale, il governo ha subito accuse di corruzione. Nel governo dal 1950 è visto come un oligarca. Nel 1989 varò il piano "Verão" per risollevare l'economia.

## Vita privata
Nel 1952 ha sposato  Marly Macieira, che gli ha dato due figli maschi.

## Opere
- Cristalli di sale. Gente e leggende del Maranhão, Palermo, Ila Palma, 1988. ISBN 88-7704-041-6.